# ミラクルライト (プリキュア)
ミラクルライトは、プリキュアシリーズのアニメーション映画作品に登場するアイテム、およびそれらを模した玩具。

## 概要
2007年公開の『映画 Yes!プリキュア5 鏡の国のミラクル大冒険!』から、一部作品を除き採用されている。発案者は、『フレッシュプリキュア!』から『スマイルプリキュア!』までプロデューサーを務めた梅澤淳稔である。
映画館では中学生以下の来客に入場者特典としてこのミラクルライトが配布され、映画冒頭にて使い方の説明がなされていた。クライマックスなど指定されたシーンでキャラクターの呼びかけに応じて使うことによってプリキュアの力になるという、アトラクションの要素を持ったアイテムとなっていた。
『映画 プリキュアミラクルリープ みんなとの不思議な1日』では、新型コロナウイルスの流行の影響で従来の様に映画本編で使用することが出来ないため、代替として公開日同日にYouTubeにて配信された「『映画プリキュアミラクルリープ みんなとの不思議な1日』ミラクルンライトで遊ぼう！」で画面上で使用する形式に変更されていた。2021年公開の『映画 ヒーリングっど♥プリキュア ゆめのまちでキュン!っとGoGo!大変身!!』以降は別の入場者特典に変更され、しばらく採用されていなかったが、2023年公開の『映画 プリキュアオールスターズF』にて再び配布された。

## ミラクルライト一覧
| ミラクルライトの種類         | 登場作品                                                             | 公開日         |
| ---------------------------- | -------------------------------------------------------------------- | -------------- |
| ミラクルライト               | 映画 Yes!プリキュア5 鏡の国のミラクル大冒険!                         | 2007年11月10日 |
| ミラクルライト2              | 映画 Yes!プリキュア5GoGo! お菓子の国のハッピーバースディ♪            | 2008年11月8日  |
| レインボーミラクルライト     | 映画 プリキュアオールスターズDX みんなともだちっ☆奇跡の全員大集合!   | 2009年3月20日  |
| ミラクルハートライト         | 映画 フレッシュプリキュア! おもちゃの国は秘密がいっぱい!?            | 2009年10月31日 |
| クリスタルミラクルライト     | 映画 プリキュアオールスターズDX2 希望の光☆レインボージュエルを守れ!  | 2010年3月20日  |
| ミラクルフラワーライト       | 映画 ハートキャッチプリキュア! 花の都でファッションショー…ですか!?   | 2010年10月30日 |
| プリズムスターミラクルライト | 映画 プリキュアオールスターズDX3 未来にとどけ! 世界をつなぐ☆虹色の花 | 2011年3月19日  |
| ミラクルライトーン           | 映画 スイートプリキュア♪ とりもどせ! 心がつなぐ奇跡のメロディ♪       | 2011年10月29日 |
| ミラクルデコルライト         | 映画 プリキュアオールスターズNewStage みらいのともだち               | 2012年3月17日  |
| ミラクルつばさライト         | 映画 スマイルプリキュア! 絵本の中はみんなチグハグ!                   | 2012年10月27日 |
| ミラクルダブルハートライト   | 映画 プリキュアオールスターズNewStage2 こころのともだち              | 2013年3月16日  |
| ミラクルブーケライト         | 映画 ドキドキ!プリキュア マナ結婚!!?未来につなぐ希望のドレス         | 2013年10月26日 |
| ミラクルドリームライト       | 映画 プリキュアオールスターズNewStage3 永遠のともだち                | 2014年3月15日  |
| ミラクルドレスライト         | 映画 ハピネスチャージプリキュア! 人形の国のバレリーナ                | 2014年10月11日 |
| ミラクルプリンセスライト     | 映画 Go!プリンセスプリキュア Go!Go!!豪華3本立て!!!                   | 2015年10月31日 |
| ミラクルステッキライト       | 映画 プリキュアオールスターズ みんなで歌う♪奇跡の魔法!               | 2016年3月19日  |
| ミラクルモフルンライト       | 映画 魔法つかいプリキュア! 奇跡の変身!キュアモフルン!                | 2016年10月29日 |
| ミラクルサクライト           | 映画 プリキュアドリームスターズ!                                     | 2017年3月18日  |
| ミラクル☆キラキラルライト    | 映画 キラキラ☆プリキュアアラモード パリッと!想い出のミルフィーユ!    | 2017年10月28日 |
| ミラクルクローバーライト     | 映画 プリキュアスーパースターズ!                                     | 2018年3月17日  |
| ミラクル☆メモリーズライト    | 映画 HUGっと!プリキュア♡ふたりはプリキュア オールスターズメモリーズ  | 2018年10月27日 |
| ミラクル☆ユニバースライト    | 映画 プリキュアミラクルユニバース                                    | 2019年3月16日  |
| ミラクル♡スターライト        | 映画 スター☆トゥインクルプリキュア 星のうたに想いをこめて            | 2019年10月19日 |
| ミラクルンライト             | 映画 プリキュアミラクルリープ みんなとの不思議な1日                  | 2020年10月31日 |
| 復活!ミラクルライト          | 映画 プリキュアオールスターズF                                       | 2023年9月15日  |